# حافظه دسترسی تصادفی ایستا

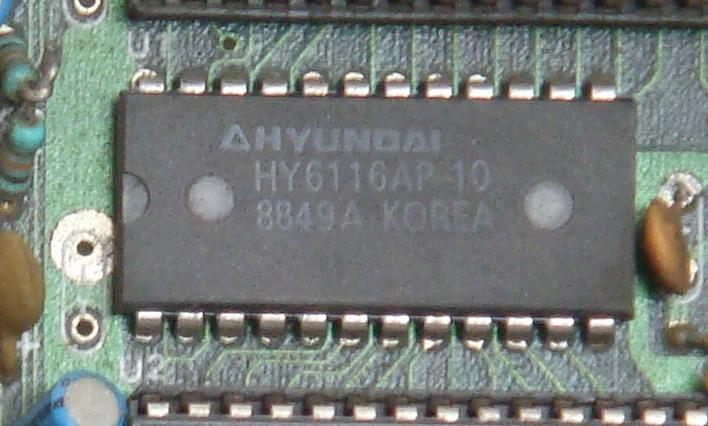
یک حافظهٔ SRAM متعلق به سیستم سرگرمی نینتندو

رم ایستا (به انگلیسی: Static RAM یا SRAM) یا حافظه ایستا با دسترسی محدود نوعی حافظه است که از مدارات فلیپ فلاپ برای ذخیره هر بیت استفاده می‌کنند. رَم ایستا نوعی حافظه فرّار است، به این معنی که با قطع شدن برق داده‌ها را حفظ می‌کند.
معنای کلمهٔ ایستا در عنوان این حافظه نمایانگر وجه تمایز این نوع از حافظه با حافظهٔ پویا است. در حافظه پویا، با توجه به اینکه از خازن برای نگهداری داده استفاده می‌شود، عمل شارژ شدن خازن‌های دشارژ شدن دائماً در حال تکرار است. حافظه SRAM سریع تر و البته گران‌تر است و به‌طور معمول در حافظه نهان سی‌پی‌یو (به انگلیسی: CPU Cache) استفاده می‌شود، درحالی که DRAM به عنوان حافظه اصلی کامپیوتر استفاده می‌شود. به‌طور خلاصه می‌توان گفت حافظه نهان محل نگهداری اطلاعات پرکاربرد است که به سی پی یو این امکان را می‌دهد به این اطلاعات سریع تر دسترسی پیدا کند.

## تاریخ
در سال ۱۹۶۵، آرنولد فاربر و یوجین اشلِیگ، کارمندان IBM، با استفاده از گیت ترانزیستور و دیود تونلی یک سلول حافظه ساختند. آن‌ها در طراحی خود دو ترانزیستور و دو مقاومت را جایگزین فلیپ فلاپ کردند؛ ساختاری که به سلول فاربر-اشلیگ شهرت دارد. بر اساس همین طراحی، در همان سال بنجامین آگوستا و تیم اش در IBM، تراشه حافظه ۱۶ بیتی از جنس سیلیکن با ۸۰ ترانزیستور، ۶۴ مقاومت و ۴ دیود ساختند.
اولین حافظهٔ پویا (DRAM) ی تجاری، با استفاده از خازن‌ها و ترانزیستورهای مجزا نیز در همان سال ساخته شد.

## کاربردها

### ویژگی‌ها
اگرچه SRAMها به عنوان حافظه‌های فرار شناخته می‌شوند، اما همچنان می‌توانند داده‌ها را در خود حفظ کنند.

#### فواید
- سادگی - مداری برای بازیابی داده‌ها مورد نیاز نیست
- کارایی
- قابلیت اطمینان
- اتلاف کم انرژی

#### مضرات
- هزینه
- تراکم
- انرژی قابل استفاده زیاد

#### نرخ ساعت و انرژی
میزان انرژی مصرفی این حافظه بستگی زیاد به این دارد که چه تعداد دفعات سی پی یو به این حافظه رجوع می‌کند. تاکنون روش‌های بسیاری جهت کاهش مصرف انرژی این حافظه ارائه شده‌است.

#### حافظه‌های ایستا با دسترسی محدود امروزی
- محصولاتی با اهداف کلی
- یکپارچه بر روی تراشه

#### استفاده به صورت نهفته (توکار)
بسیاری از زیر سیستم‌های صنعتی و علمی، الکترونیک خودرو و مشابه آن، دارای حافظهٔ ایستا هستند که در این دسته به آن‌ها ESRAM می‌گویند. در ابعاد کوچکتر، این حافظه‌ها حتی در اسباب بازی‌ها نیز با یک رابط الکترونیکی تعبیه شده‌اند. حافظه‌های چند مگابایتی در سیستم‌های پیچیده‌تر مانند دوربین‌های دیجیتال، تلفن‌ها همراه و کنسول‌های بازی به کار می‌روند.
حافظه‌های ایستا در فرم دوتایی خود (اجازه خواندن حافظه و نوشتن بر روی آن را به‌طور همزمان ممکن می‌کند) در مدارهای پردازش سیگنال دیجیتال استفاده می‌شوند.

#### در کامپیوترها
SRAMها در کامپیوترهای شخصی، رایانه‌های ایستگاه کار، روترها و تجهیزات جانبی مانند ثبّات‌های CPU مورد استفاده قرار می‌گیرند.

#### سرگرمی
این نوع حافظه در پردازنده‌های خانگی به دلیل سهولت در کانال‌های ارتباطی، طرفداران بیشتری را نسبت به حافظهٔ پویا به خود اختصاص داده‌است.

## طراحی

یک سلول حافظه CMOS

یک حافظه ایستای SRAM، به‌طور معمول از ۶ ماسفت تشکیل شده‌است. هر بیت در هر SRAM، بر روی ۴ ترانزیستور ذخیره می‌شود (M1،M2،M3،M4) که دو معکوس کنندهٔ متقاطع را تشکیل می‌دهند. سلول مخزن دو وضعیت ثابت دارد که نمایشگر دو حالت ۱ و ۰ هستند. دو ترانزیستور اضافی کنترل دسترسی به سلول مخزن در طول فرایند نوشتن و خواندن را بر عهده دارند. علاوه بر شش ترانزیستوری که گفته شد، تراشه‌های دیگر SRAM، به ازای هر بیت ممکن است ۴، ۸، ۱۰ یا تعداد بیشتری ترانزیستور را به کار بگیرند. حافظه‌های ایستای با ۴ ترانزیستور در سیستم‌های مستقل متداول هستند. این حافظه‌ها طی فرایند ویژه ای با یک لایهٔ اضافی پلی سیلیکن ساخته می‌شوند که امکان ایجاد مقاومت‌های پول_آپ با ظرفیت بالا را فراهم می‌کند. تنها ایراد حافظه‌های ایستای ۴ مقاومتی توان ایستای بالا به علت سیل جریان ثابت در ترانزیستورها است.
به طول کلی، هرچه تعداد ترانزیستورها در یک سلول کمتر باشد، سلول کوچکتر خواهد بود. از آنجایی که هزینه تولید یک ویفر سیلیکنی معمولاً ثابت است، استفاده از سلول‌های کوچکتر که موجب افزایش تعداد بیت‌ها بر روی یک ویفر می‌شود موجب کاهش هزینه هر سلول می‌شود.